# John Leveson-Gower, 1. Baron Gower
John Leveson-Gower, 1. Baron Gower PC (* 7. Januar 1675 in Trentham Hall, Trentham, Staffordshire; † 31. August 1709 in Belvoir Castle, Grantham, Lincolnshire) war ein englischer Peer und Politiker.

## Leben
Er war der älteste Sohn des Sir William Leveson-Gower, 4. Baronet, aus dessen Ehe mit Lady Jane Granville, Tochter des John Granville, 1. Earl of Bath. Er wurde an der James Linfield’s School in Westminster ausgebildet. Er war noch minderjährig als er beim Tod seines Vaters 1691 dessen Adelstitel als 5. Baronet, of Sittenham in the County of York, erbte.
1692 wurde er als Nachfolger auf das Mandat seines Vaters als Abgeordneter für das Borough Newcastle-under-Lyme ins House of Commons gewählt. Er stand der Partei der Tories nahe. Am 16. März 1703 wurde er als Baron Gower, of Sittenham in the County of York, zum erblichen Peer erhoben, wodurch er einen Sitz im House of Lords erhielt und aus dem House of Commons ausschied. Unter Königin Anne war er von 1702 bis 1707 Mitglied des Privy Council, und von 1702 bis 1706 Chancellor of the Duchy of Lancaster und war 1706 zeitweise Commissioner of the Union.
Zwischen 1701 und 1709 ließ er die Gärten seines Familiensitzes Trentham Hall in Staffordshire durch William Smith of Tettenhall neugestalten.
Nach langer Krankheit starb er am 31. August 1709 an Gicht und wurde am 10. September in Trentham bestattet. Seine Adelstitel fielen an seinen ältesten Sohn John, der 1746 zum Earl Gower erhoben wurde.

## Ehe und Nachkommen
Er heiratete im September 1692 Lady Catherine Manners (1675–1722), eine Tochter von John Manners, 1. Duke of Rutland und hatte mit ihr vier Söhne und drei Töchter:
- John Leveson-Gower, 1. Earl Gower (1694–1754), ⚭ (1) Lady Evelyn Pierrepont, Tochter des Evelyn Pierrepont, 1. Duke of Kingston upon Hull, ⚭ (2) Penelope Stonhouse, Tochter des Sir John Stonhouse, 7. Baronet, ⚭ (3) Lady Mary Tufton, Tochter des Thomas Tufton, 6. Earl of Thanet;
- Hon. William Leveson-Gower († 1756), 1720–1754 MP für Staffordshire, ⚭ Anne Grosvenor, Tochter des Sir Thomas Grosvenor, 3. Baronet;
- Hon. Thomas Leveson-Gower (1699–1727), unverheiratet, 1720–1727 MP für Newcastle-under-Lyme;
- Hon. Baptist Leveson-Gower (1701–1782), unverheiratet, 1727–1761 MP für Newcastle-under-Lyme;
- Hon. Katherine Leveson-Gower (1701–1712);
- Hon. Jane Leveson-Gower (um 1704–1726), ⚭ 1719 John Proby († 1760);
- Tochter († jung).